# Melanonaclia toulgoeti
Melanonaclia toulgoeti là một loài bướm đêm thuộc phân họ Arctiinae, họ Erebidae.